# Томас Арн

Томас Арн

Томас Августін Арн (англ. Thomas Arne; 12 березня 1710, Лондон — 5 березня 1778, Лондон) — англійський композитор. 

## Біографія
Народився 12 березня 1710 року в Лондоні в сім'ї шпалерника. Батько послав його в Ітон для навчання, щоб той став юристом, проте, Томас таємно брав уроки скрипки у М. Фестінга. Тоді він склав музику до опери «Розамунда», яка була поставлена в театрі «Лінкольнз-Інн». Після цього батькові довелося змиритися з тим, що Томас Арн стане музикантом.
Арн є автором багатьох опер, масок, музики до спектаклів за п'єсами Шекспіра, Філдінга, Гея та інших. Складена ним пісня «Прав, Британія, морями!» стала однією з популярніших патріотичних пісень Великої Британії. 
Серед його опер найвідомішими є опера «Артаксеркс» (1762) і комічна опера «Томас і Саллі» (1760). Обидві опери були вперше показані в театрі «Ковент-Гарден». Арн також написав музичні номери до 28 театральних вистав, ораторії «Авель» (1744) і «Юдіф» (1761), 7 тріо-сонат, концерт для органу, сонати для клавесина і скрипки.